# Onosma waddellii
Onosma waddellii är en strävbladig växtart som beskrevs av John Firminger Duthie. Onosma waddellii ingår i släktet Onosma och familjen strävbladiga växter. Inga underarter finns listade i Catalogue of Life.